# Combe Florey
Combe Florey is een civil parish in het bestuurlijke gebied Somerset West and Taunton, in het Engelse graafschap Somerset met 261 inwoners.